# Matteo Bartoli
Matteo Giulio Bartoli (n. 22 noiembrie 1873, Labin, Austro-Ungaria — d. 23 ianuarie 1946, Torino) a fost un lingvist italian. A studiat la Universitatea din Viena și a predat la Universitatea din Torino din 1907 până spre sfârșitul vieții.
Contribuția sa cea mai importantă la studiul limbilor a realizat-o prin documentarea limbii dalmate.
În 1897 Matteo Bartoli îl vizitează pe Tuone Udaina, considerat la vremea aceea ultimul vorbitor al limbii dalmate. În urma convorbirilor cu acesta, scrie mii de cuvinte, povești și întâmplări din viața lui Udaina, publicate ulterior într-o carte cu traducerea în italiană, ce ne oferă informații substanțiale cu privire la vocabularul, fonetica și gramatica acestei limbi de origine romanică. Tot el publică traducerea în germană a studiului său, Das Dalmatsche, în anul 1906. Cu toate acestea, manuscrisul în italiană s-a pierdut iar lucrarea nu a fost retradusă în italiană decât recent, în anul 2001.
De reținut este și faptul că dalmata nu era limba uzuală a lui Tuone Udaina; acesta o învățase ascultând discuțiile personale ale părinților săi. De asemenea, el nu mai utilizase această limbă de 20 de ani în momentul conversației cu Bartoli, era surd și știrb, și avea - din această cauză - dificultăți în pronunție.
A mai scris Introduzione alla neolinguistica ("Introducere în neolingvistică", 1925) și Saggi di linguistica spaziale ("Eseuri despre lingvism spațial", 1945) și a fost profesorul lui Antonio Gramsci, scriitor și politolog italian.